# الاستفتاء الألماني 1934

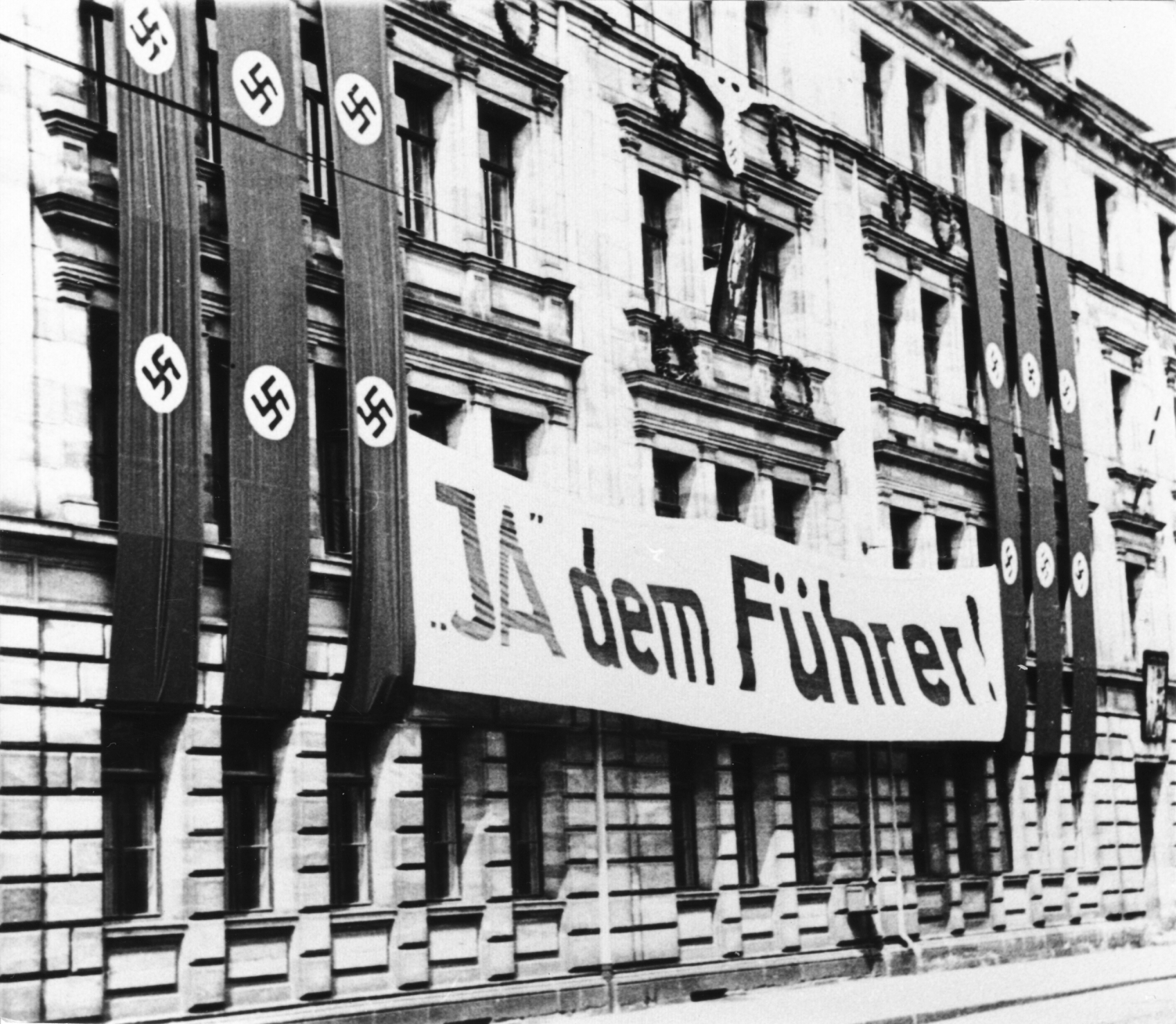
لافتة تحمل رسالة الحملة "نعم للفوهرر!"

تم إجراء استفتاء حول دمج منصبي مستشار ألمانيا والرئيس (بالألمانية: Volksabstimmung über das Staatsoberhaupt des Deutschen Reichs)في ألمانيا في 19 أغسطس 1934، بعد وفاة الرئيس باول فون هيندنبورغ ب17 يوم. سعت القيادة الألمانية للحصول على الموافقة من أجل تولي أدولف هتلر السلطة العليا. ارتبط الاستفتاء بترهيب الناخبين على نطاق واسع، وقد استخدم هتلر تصويت «نعم» بدائرة كبيرة للمطالبة بالدعم الشعبي لأنشطة بصفته رئيس الدولة الألمانية في حكم الأمر الواقع. وفي الواقع، تولى هتلر هذه المناصب والصلاحيات فور وفاة فون هيندنبورغ واستخدم الاستفتاء لإضفاء الشرعية على هذه الخطوة، مع أخذ لقب الفوهرر والمستشار.

## الخلفية
كان هتلر قد علم في أبريل 1934 أن هيندنبورغ من المحتمل أن يموت قبل نهاية العام. لهذا، قضى الكثير من فصلي الربيع والصيف في العمل للحصول على القوات المسلحة لدعمه كخليفة لهيندنبورغ. كان هتلر مدركًا جيدًا أنه مع تمرير قانون التمكين وحظر جميع الأحزاب باستثناء النازيين قبل ذلك بعام، فإن هيندنبورغ كان هو الضابط الوحيد لسلطته. كان لا يزال لدى هيندنبورغ الحق في إقالة هتلر من منصبه، وهي الآن الطريقة الوحيدة التي يمكن بها إقالة هتلر قانونًا.[بحاجة لمصدر]
تم إرجاع حقيقة أن هيندنبورغ كان الضابط الوحيد لسلطة هتلر إلى وقت سابق في عام 1934. وفي أعقاب تصاعد التجاوزات النازية، هدد هيندنبورغ بإقالة هتلر وإعلان الأحكام العرفية ما لم يتخذ هتلر خطوات فورية لإنهاء التوتر. لقد رد هتلر بأمر تنفيذ ليلة السكاكين الطويلة، والتي قُتل فيها العديد من قادة كتيبة العاصفة، أبرزهم إرنست روم، إلى جانب العديد من منافسي هتلر السابقين.
في 1 أغسطس، ومع اقتراب وفاة هيندنبورغ، جعل هتلر مجلس الوزراء يجيز «القانون الخاص بأعلى مكتب للرايخ»، والذي دمج مكتب الرئيس (رئيس الدولة) والمستشار (رئيس الحكومة) تحت عنوان الفوهرر والمستشار. وهكذا، عندما توفي هيندنبورغ في اليوم التالي، وبعد ساعتين، أصدر هتلر مرسومًا أعلن فيه، وفقًا للقانون الجديد، توليه سلطات الرئيس. لقد جادل هتلر علنًا بأن الرئاسة أصبحت مرتبطة جدا مع هيندنبورغ بحيث لا ينبغي استخدام العنوان مرة أخرى.
ومباشرةً بعد وفاة هيندنبورغ في 2 أغسطس، أمر وزير الدفاع والقائد العام للقوات المسلحة، فيرنر فون بلومبرج، جميع أعضاء الرايخسوير (القوات المسلحة) بأداء اليمين أمام الفوهرر.
عندما أملى الرئيس هيندنبورغ شهادته في مايو، أدرج هتلر «أمنيته الأخيرة» في استعادة مملكة هوهنتسولرن. لقد نقل ابنه، أوسكار فون هيندنبورغ، الشهادة إلى نائب المستشار فرانز فون بابن، الذي أعطاها بدوره لهتلر في 14 أغسطس. وفي اليوم التالي، 15 أغسطس، نشر هتلر الكتاب، دون أي إشارة إلى «رغبة هيندنبورغ الأخيرة».

## إجراء الاستفتاء

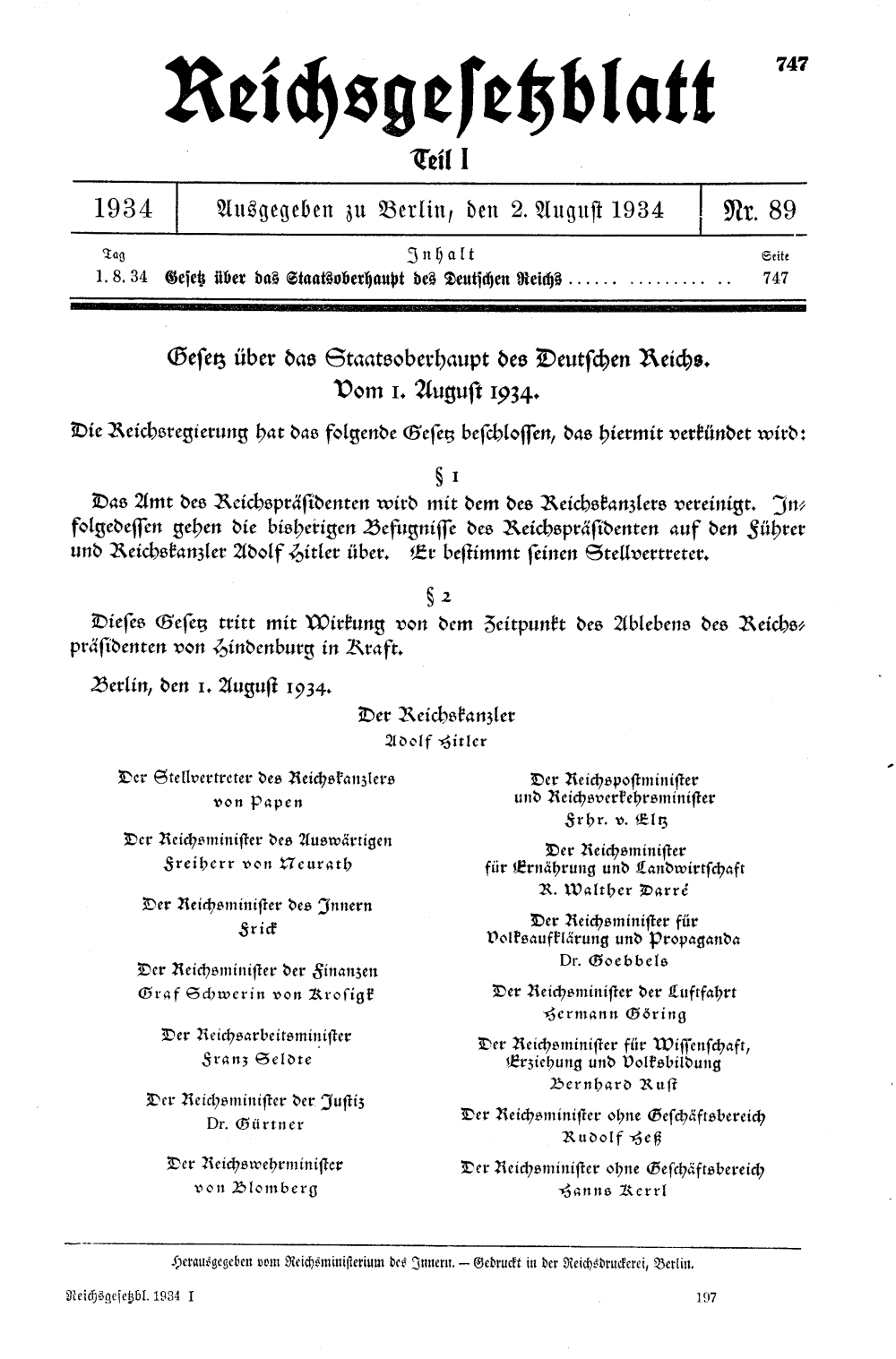
قانون رئيس دولة الرايخ الألماني في 1 أغسطس

كانت صياغة سؤال الاستفتاء هي:
مكتب رئيس الرايخ موحد مع مكتب المستشار. وبالتالي فإن جميع السلطات السابقة لرئيس الرايخ قد انتقلت للفوهرر ومستشار الرايخ أدولف هتلر. هو نفسه يرشح بديلًا له.
هل توافق، يا ألماني ويا ألمانية، على هذه اللائحة المنصوص عليه في هذا القانون؟
استخدمت الحكومة الترهيب والتزوير الانتخابي على نطاق واسع لضمان تصويت كثيف ب«نعم». وشمل ذلك وضع كتيبة العاصفة في مراكز الاقتراع وإجبار الأندية والجمعيات على السير إلى مراكز الاقتراع برفقة جنود العاصفة النازيين ثم التصويت في الأماكن العامة. في بعض الأماكن، أزيلت مقصورات الاقتراع أو علقت لافتات كتب عليها «فقط الخونة يدخلون هنا» على المداخل من أجل تثبيط التصويت السري. بالإضافة إلى ذلك، تم تصنيف العديد من أوراق الاقتراع مسبقًا بأصوات «نعم»، وكثيرًا ما تم اعتبار أوراق الاقتراع الفاسدة على أنها أصوات «نعم»، وتم تزوير العديد من أصوات «لا» لصالح سؤال الاستفتاء. يعني مدى هذا التزوير أن عدد الأصوات المسجلة في بعض المناطق كان أكبر من عدد الأشخاص القادرين على التصويت.
من ناحية أخرى، لم يبذل النازيون جهد يذكر لمنع اختيار أو جدولة الأصوات السلبية أو غير الصالحة في المناطق التي كان من المعروف أن بها أعداد كبيرة من اليهود والبولنديين والأقليات العرقية الأخرى. وكما كان الحال في نوفمبر 1933، الأولى التي أجريت بعد استيلاء النازيين على السلطة الكاملة، اعتبرت القيادة أن النتائج غير المواتية المتوقعة في مثل هذه المناطق مفيدة في دعايتها كدليل على عدم الولاء للرايخ. كان هذا آخر تصويت وطني يُسمح لليهود والأقليات الأخرى فيه بالإدلاء بأصواتهم قبل تجريدهم من حقوق المواطنة في العام التالي بعد سن قوانين نورمبرغ.[بحاجة لمصدر]
دفع النقص النسبي للدعم في هامبورغ عام 1933 هتلر إلى إعلان عطلة وطنية في 17 أغسطس 1934 حتى يتمكن من مخاطبة الشعب الألماني مباشرة عبر 4.3 مليون جهاز راديو مسجل.
الاستفتاء نفسه، وكذلك جميع الجهود المبذولة لجعل هتلر رئيسًا للدولة، تسببت في انتهاك قانون التمكين. ومع أنها أعطت هتلر الحق في إصدار قوانين تتعارض مع الدستور، إلا أنها نصت على أن سلطات الرئيس يجب أن تظل «غير مضطربة»، والتي فُسرت منذ فترة طويلة على أنها تمنع أي محاولة للعبث بالرئاسة. كما تم تعديل الدستور سابقًا في عام 1932 لجعل رئيس محكمة العدل العليا، وليس المستشار، في المرتبة الأولى في خط الخلافة على الرئاسة وحتى ذلك الحين فقط على أساس مؤقت حتى إجراء انتخابات جديدة.

## النتائج

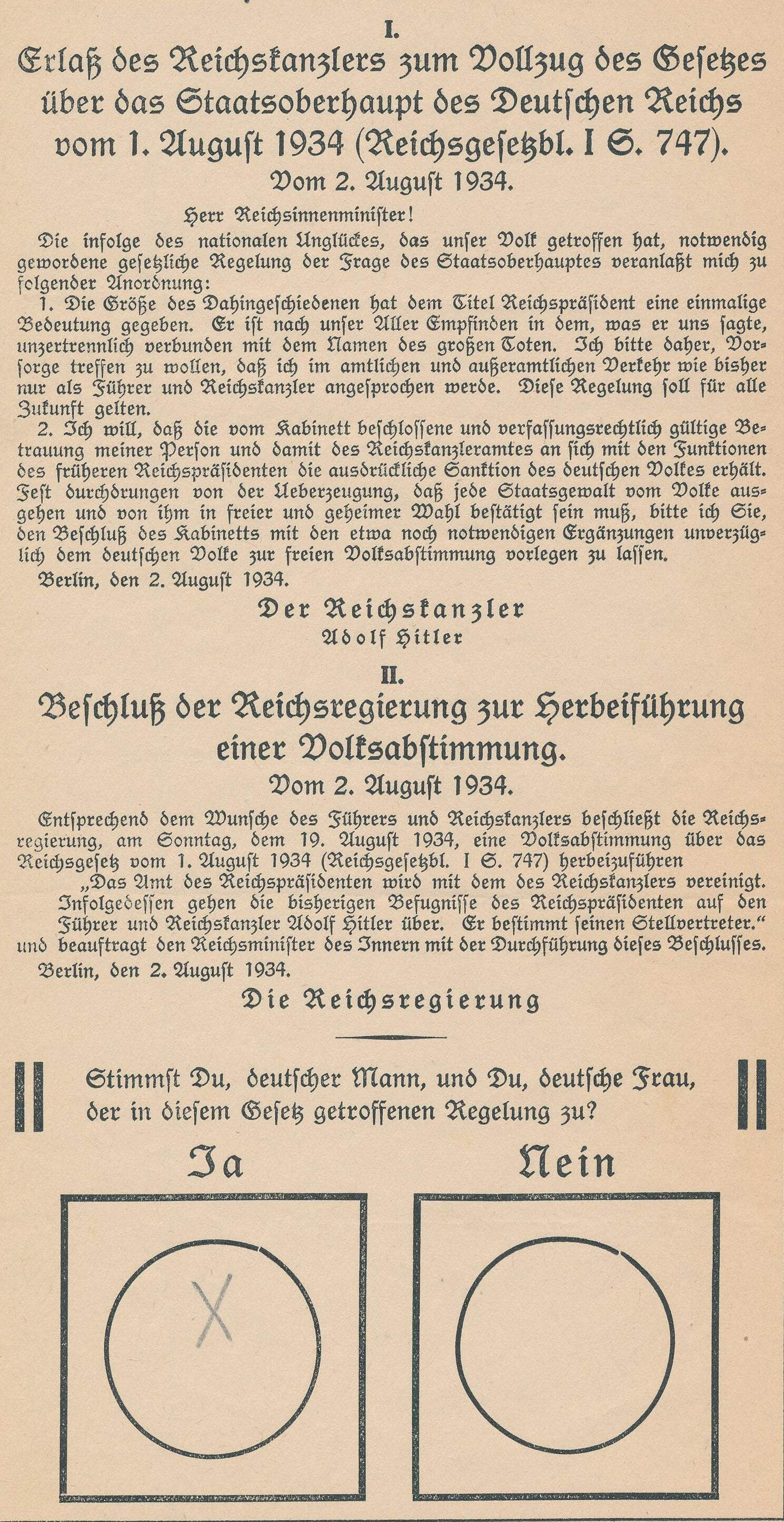
بطاقة الاقتراع تحمل علامة "نعم"

كان التأييد لدمج منصبي الرئيس والمستشار أكبر في بروسيا الشرقية، حيث تشير الأرقام الرسمية إلى أن 96% صوتوا مؤيدين. كان الدعم أدنى في المناطق الحضرية. كان أقلها قوة في هامبورغ، حيث صوت أقل من 80% بالإيجاب (مقابل 20.4% ضد). وفي آخن، صوت 18.6% بضد. وفي برلين، كانت 18.5% من الأصوات سلبية، وأبلغت كل دائرة عن حصتها في التصويت السلبي بأكثر من 10%. في المعقل الشيوعي السابق ويدينج كانت النسبة 19.7% بضد. أثرت درجة الترهيب على حجم التصويت بـ«نعم». كان الدعم العام للحكومة أقل مما كان عليه في استفتاء 12 نوفمبر 1933. حصل استفتاء عام 1933 على دعم 89.9% من مجموع الناخبين، وكان لاستفتاء عام 1934 تأييد بنسبة 84.3% فقط. ومع ذلك فقد كان التباين الإقليمي مطابقًا للتغير في استفتاء عام 1933.
خاب أمل البعض في القيادة النازية من نتائج الاستفتاء. على سبيل المثال، تتحدث يوميات يوزف غوبلز في 22 أغسطس عن الاستفتاء على أنه فشل: «النتائج الأولية: سيئة للغاية. ثم أفضل. أخيرًا، أكثر من 38 مليونًا بالنسبة للفوهرر. كنت أتوقع المزيد. لقد خذل الكاثوليك روزنبرغ!». ومع ذلك، فقد حكم المؤرخ إيان كيرشو أنه حتى بعد حساب التلاعب في عملية التصويت، فإن النتائج «تعكس حقيقة أن هتلر كان يحظى بدعم الغالبية العظمى من الشعب الألماني» في الوقت.

## ردود الفعل بعد الانتخابات
لم يُغيّر الاستفتاء الوضع الراهن؛ فقد كان هتلر قد تولى الرئاسة بالفعل بعد وفاة هيندنبورغ. شعر بعض القادة النازيين بخيبة أمل من نتائج الاستفتاء. على سبيل المثال، وصف يوزف غوبلز في مذكراته بتاريخ 22 أغسطس الاستفتاء بأنه فاشل: "النتائج الأولية: سيئة للغاية. ثم تحسنت. أخيرًا، أكثر من 38 مليون صوت للفوهرر. توقعت المزيد. لقد خذل الكاثوليك ألفريد روزنبيرغ!". ومع ذلك، يُجادل المؤرخ إيان كيرشو بأنه حتى بعد احتساب التلاعب في عملية التصويت، فإن النتائج "عكست حقيقة أن هتلر كان يحظى بدعم، وكان معظمه حماسيًا للغاية، من الغالبية العظمى من الشعب الألماني".
كتب فكتور كليمبرر، وهو يهودي ألماني معارض للنظام النازي، في مذكراته أن "ثلثًا قالوا نعم بدافع الخوف، وثلثًا بدافع النشوة، وثلثًا بدافع الخوف والنشوة. وأنا وإيفا [زوجته] وضعنا علامة صح على "لا" بدافع اليأس، وليس بدافع الخوف". وأضاف أن "هتلر هو المنتصر بلا منازع" على الرغم من "خمسة ملايين صوت رافض وأوراق الاقتراع الملغاة". وقال المؤرخ سيدني فاي إن زيادة أصوات المعارضة مقارنةً باستفتاء عام 1933 كانت متوقعة بسبب الصراعات مع الكنيسة، والصعوبات الاقتصادية، و"ليلة السكاكين الطويلة" (وهي عملية تطهير جرت في 30 يونيو 1934 ضمنت استمرار دعم الجيش لنظام هتلر).

## الملاحظات
1. ↑  D. Nohlen  [لغات أخرى]‏ and P. Stöver (2010), Elections in Europe: A Data Handbook, p. 762,
2. 1 2 3  William Shirer, The Rise and Fall of the Third Reich (Touchstone Edition) (New York: Simon & Schuster, 1990)
3. 1 2  Evans، Richard J. (2006). The Third Reich Trilogy#The Third Reich In Power. دار بنجوين للنشر. ISBN:978-1-59420-074-8.
4. ↑  Overy، Richard (2004). The Dictators: Hitler's Germany, Stalin's Russia. لندن: W. W. Norton. ISBN:0393020304. مؤرشف من الأصل في 2022-12-02.
5. 1 2 3  هاينريش أوقست وينكلر (2006), Germany: The Long Road West, Volume II (1933–1990) (Oxford University Press), pp. 38–39.
6. ↑  Min Shu (27 May 2014), "Consolidating Leadership: Referendums in Nazi Germany and Postwar France", lecture notes for Introduction to Direct Democracy (جامعة واسيدا), p. 4 نسخة محفوظة 16 يناير 2019 على موقع واي باك مشين.
7. 1 2  Richard J. Evans (2006). The Third Reich in Power 1933–1939. London: Penguin. ص. 110. ISBN:9780141009766.
8. 1 2 3  Arnold J. Zurcher (1935). "The Hitler Referenda". American Political Science Review. ج. 29 ع. 1: 91–99. DOI:10.2307/1947171. مؤرشف من الأصل في 2022-03-09.
9. 1 2  Ian Kershaw (1998). Hitler, 1889–1936: Hubris. London: Penguin. ص. 526. ISBN:9780140133639. مؤرشف من الأصل في 2022-04-25. {{استشهاد بكتاب}}: تحقق من التاريخ في: |سنة= لا يطابق |تاريخ= (مساعدة)
10. ↑  Markus Urban (2011)، "The Self-Staging of a Plebiscitary Dictatorship: The NS-Regime Between 'Uniformed Reichstag', Referendum and Reichsparteitag"، في Ralph Jessen؛ Hedwig Richter (المحررون)، Voting for Hitler and Stalin: Elections Under 20th Century Dictatorships، New York: Campus Verlag، ص. 43n
11. ↑  Zurcher 1935، صفحة 91.
12. ↑  Shirer 1960، صفحة 226.
13. 1 2  Kershaw 1999، صفحة 526.
14. ↑  Urban 2011، p. 43 (footnote 4).
15. 1 2  Klemperer 1998، صفحة 82.
16. ↑  Fay 1934، صفحة 105.
17. ↑  Hancock 2011، صفحة 669.